# Kirventeenjärvi
Kirventeenjärvi är en sjö i kommunen Klemis i landskapet Södra Karelen i Finland. Sjön ligger 92,1 meter över havet. Den är 2,1 meter djup. Arean är 94 hektar och strandlinjen är 8,86 kilometer lång. Sjön  ingår i Kymmene älvs huvudavrinningsområde.   Den ligger omkring 24 km väster om Villmanstrand och omkring 180 km nordöst om Helsingfors. 
I sjön finns öarna Suursaari, Lammassaari och Kivisaari. 